# Гостиница (фильм)
«Гости́ница» (второе название — «Гостиница, где не поселился ни один человек») — немой короткометражный комедийный фильм Жоржа Мельеса.
Премьера состоялась в США 27 июня 1903 года, а 28 ноября 2009 года фильм был показан в рамках Португальского кинофестиваля.

## Сюжет
Постоялец гостиницы смотрит на портрет. Вдруг зажигаются свечи и начинает светиться луна. Постоялец смотрит в зеркало и видит там демона. В итоге в отеле начинается хаос.